# امردة

تعديل مصدري - تعديل

امردة هي إحدى قرى عزلة جيشان بمديرية جيشان التابعة لمحافظة أبين، بلغ تعداد سكانها 191 نسمة حسب تعداد اليمن لعام 2004.